# Yvon Le Roux
Yvon Le Roux (født 19. marts 1960 i Plouvorn, Frankrig) er en tidligere fransk fodboldspiller, der som forsvarsspiller på det franske landshold var med til at vinde guld ved EM i 1984 og bronze to år efter ved VM i 1986. Han spillede i alt 28 landskampe og scorede ét mål.
Han var den spiller som tacklede Allan Simonsen i åbningskampen ved EM i 1984, som medførte at Allan Simonsen brækkede benet.
På klubplan var Le Roux tilknyttet Stade Brest, AS Monaco, FC Nantes, Olympique Marseille samt Paris Saint-Germain.